# ルーク・ヤング
ルーク・ポール・ヤング（Luke Paul Young, 1979年7月19日 - ）は、イングランド・ハーロウ出身の元同国代表サッカー選手。現役時代のポジションはDF。

## 経歴
元イングランド代表ディフェンダー。近年のイングランド代表選手にしては遅咲きだが有望株でガリー・ネヴィル、フィリップ・ネヴィルらと代表右サイドバックの座を争った。2006 FIFAワールドカップ・ヨーロッパ予選では4試合に出場し、怪我で離脱していたG・ネヴィルの穴を埋め、本大会出場に貢献した。G・ネヴィルのバックアップとして2006 FIFAワールドカップ出場が期待されたが、大会直前の合宿で怪我をし、ワールドカップ出場を棒に振るうことになった。その後もスティーヴ・マクラーレン、ファビオ・カペッロ体制でも何度か招集されたが、いずれも出場機会がなく、今後も出場できる見込みがないことを理由に2009年に代表引退を表明した。代表での最後の出場は2005年10月12日のポーランド戦となった。
2001年夏に3万ユーロでチャールトン・アスレティックFCへ移籍、右サイドバックとして信頼を得た。2005-2006シーズンにはアディックス（チャールトンの愛称）のキャプテンに就任した。
2011年8月27日、アストン・ヴィラFCからクイーンズ・パーク・レンジャーズFCに3年契約で移籍した。

## タイトル
トッテナム
- フットボールリーグカップ : 1998-99